# 夜泣き石

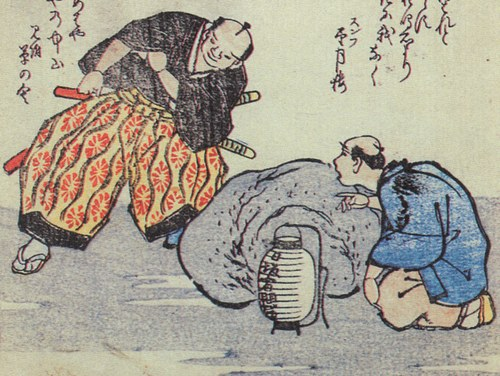
竜斎閑人正澄画『狂歌百物語』より「夜鳴石」

夜泣き石（よなきいし）は、石にまつわる日本の伝説の一つ。各地にさまざまな夜泣き石が存在する。
大別すると、泣き声がする、子どもの夜泣きが収まるとの伝説に分かれる。中でも静岡県の小夜の中山夜泣き石がよく知られているが、日本各地に存在する夜泣き石の中には、小夜の中山のように殺された者の霊が乗り移って泣き声をあげるといわれるほか、石自体が怪音を出すといわれるものも多い。

## 日本各地の夜泣き石

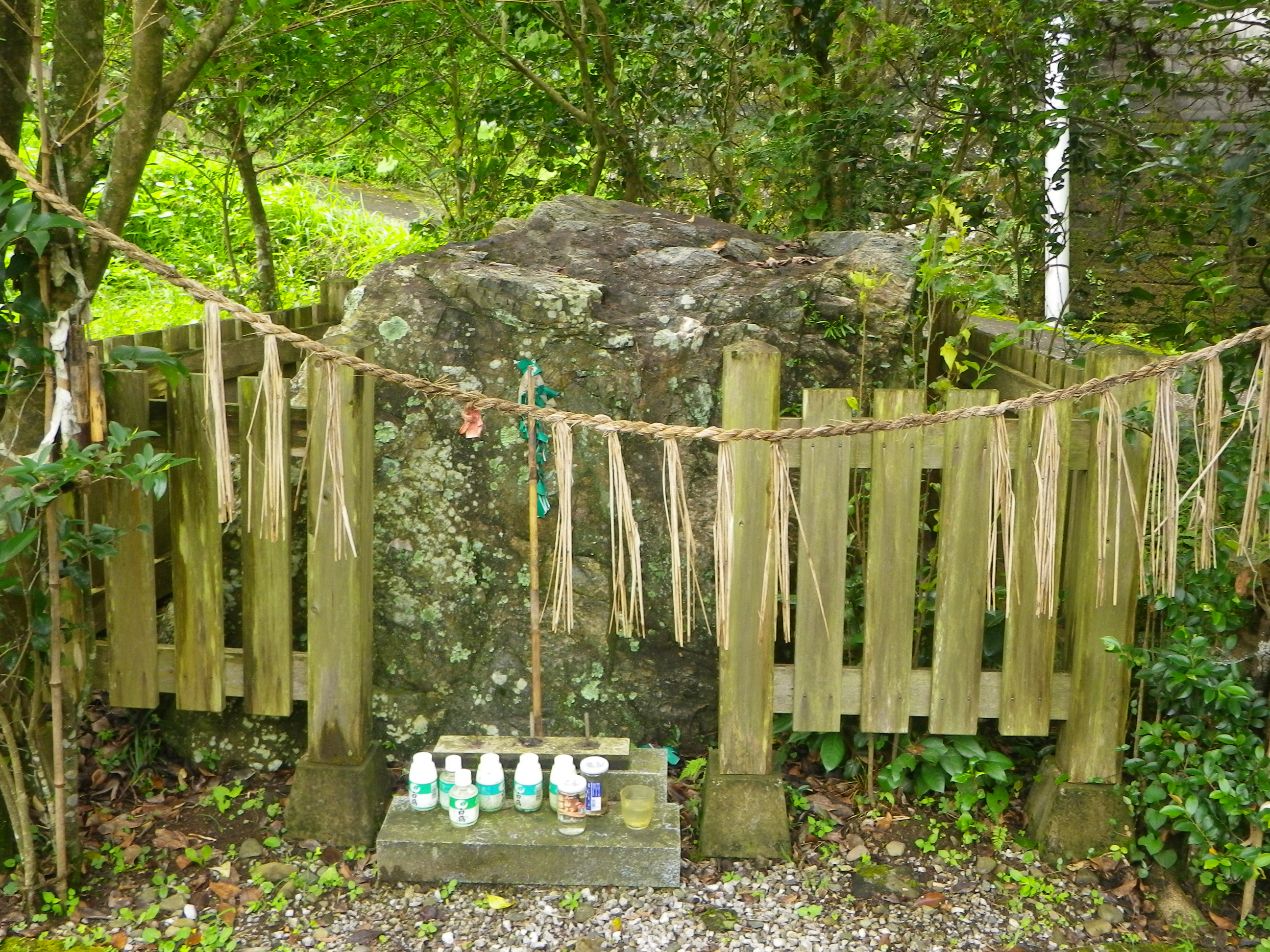
槵觸神社周辺 夜泣き石

### 泣き声がする
- 栃木県日光市花石町と久次良町に点在する巨石群の一つ。
- 千葉県市川市国府台里見公園
- 静岡県掛川市佐夜鹿小夜の中山峠（夜泣き石） - 身重のまま殺された母が乗り移った石が子を思い、泣くといわれている。
- 長野県飯田市 - 水害の時に子どもが亡くなったという言い伝えがあり、夜中になると泣く声がする。
- 京都府京都市八坂神社
- 大阪府交野市源氏の滝
- 兵庫県三田市御霊神社 - 城の庭に召し上げられたが、元あった神社に帰りたいと夜毎泣き、神社に戻されたといわれている。

### 夜泣きが収まる
- 栃木県河内市法華寺跡地
- 和歌山県有田市
- 宮崎県西臼杵郡高千穂町槵觸神社周辺

## 類話
夜泣き石のように、石が声を発したり人を化かしたという伝承は各地にある。岡山県苫田郡泉村箱（後の奥津町、現・鏡野町）の「杓子岩」（しゃくしいわ）は、夜に通行人に対して「味噌をくれ」と言って杓子を突き出したという。同県御津郡円城村（現・同県加賀郡吉備中央町）にあった「こそこそ岩」という巨岩は、夜に人が通りかかると「こそこそ」と音を立てたという。香川県琴南町（現・まんのう町）美合の山中の「オマンノ岩」は、近くを人が通りかかると、中から老婆が現れて「おまんの母でございます」と名乗ったという。長野県北安曇郡小谷村大所の「物岩（ものいわ）」は、かつて命を狙われている者が付近を通りかかったとき「殺されるぞ」と声を出し、命を救ったといわれる。
古くは奈良時代から例が見られ、『続日本紀』宝亀元年（770年）2月23日条に、「西大寺東塔の心礎を壊し捨てたが、石の大きさは一丈四方余り、厚さ九尺で、東大寺の東の飯盛山にあった石であった。初め数千人で引き動かしたが、一日に数歩分しか進まず、時には唸り声がした。そこで人夫を増やして九日かかってやっと運んだ。その後、加工されたが、男女の巫（みこ）の中に石の祟りがあるかもしれないという者があった。そこで柴を積んで石を焼き、三十石余りの酒を注いで、細かく砕いて道路に捨てた。一か月後、天皇が病となった。占った結果、砕いた石の祟りと出たので、石を拾い、清らかな土地に置き、人馬がふまないようにした」と記述され、古代から石が声を発し、祟るものという認識があったことがわかる。また、記・紀神話においても、天地開闢して間もない頃は、「石草木ものいう」という表現がみられる。